# Agallia minuta
Agallia minuta är en insektsart som beskrevs av Melichar 1896. Agallia minuta ingår i släktet Agallia och familjen dvärgstritar. Inga underarter finns listade i Catalogue of Life.